# Guillaume Warmuz
Guillaume Warmuz (* 22. Mai 1970 in Saint-Vallier, Frankreich) ist ein ehemaliger französischer Fußballtorwart.

## Karriere
Seine erste Station war bei INF Clairefontaine in der Saison 1988/89. Bereits in der nächsten Spielzeit stand er bei Olympique Marseille unter Vertrag und wieder ein Jahr später bei CS Louhans-Cuiseaux. Dort spielte er zwei Jahre, bis er schließlich für elf Jahre zum RC Lens wechselte. Er lief 353 mal für den Verein auf. Mit Beginn des Jahres 2003 wechselte er bis zum Saisonende zum englischen Traditionsclub FC Arsenal. Dort fühlte er sich jedoch nach kurzer Zeit nicht wohl und versuchte sein Glück beim deutschen Bundesligisten Borussia Dortmund, der im Gegenzug Jens Lehmann nach London wechseln ließ. Hier kam es zwischen ihm und Roman Weidenfeller immer wieder zum Konkurrenzkampf. In zwei Jahren hütete er insgesamt 25 mal das Tor der Schwarz-Gelben. Im Sommer 2005 zog es ihn wieder zurück in die französische Ligue 1 zum AS Monaco. In seiner ersten Saison absolvierte er 23 Spiele. In der Saison 2006/07 kam er wegen eines Kreuzbandrisses nicht zum Zuge und beendete daraufhin im Mai 2007 seine Karriere.
Warmuz absolvierte insgesamt zehn Spiele für die Französische U-21-Nationalmannschaft.